# Pârjoale moldovenești
Pârjoale moldovenești sunt un fel de chiftele, fiind o specialitate românească din regiunea geografică Moldova. Cărnii tocate i se adaugă cartofi, morcovi, usturoi și verdețuri, în primul rând mărar. Rețeta diferă minimal, dependent de regiune.

## Ingrediente
Pentru prepararea pârjoalelor este nevoie de o jumătate de kilogram de carne tocată (vită, porc sau mixtă), ceapă, după plăcere usturoi, o bucată de morcov, un cartof, o felie de pâine albă, un ou, verdeață tocată (pătrunjel, mărar, leuștean), sare, piper negru, pesmet pentru tăvălit și untură (ulei sau grăsime de porc).
Rețeta pârjoalelor moldovenești diferă adesea ușor. Variațiile în pregătirea lor se referă însă mereu la compoziția verdețurilor adăugate. După Sanda Marin se poate adăuga și carne de miel.

## Preparare
Carnea se amestecă bine cu oul, un cartof și un morcov crud, ambii rași și bine storși, cu franzela muiată în lapte sau bulion de carne și stoarsă (sau pesmet), cu ceapa, tăiată mărunt și prăjită în puțin ulei precum cu verdețurile tocate fin și condimentele.  Se modelează perișoare în formă de bilă care se tăvălesc prin pesmet (nu prin faină) și se turtesc, până capătă o formă lunguiață și mari cât palma, cu o grosime de aproximativ 2 cm. Apoi se pune untdelemn sau untură într-o tigaie la foc și când este încinsă, se prăjesc pârjoalele pe o parte și pe alta aproximativ 10 minute.

## Mod de servire

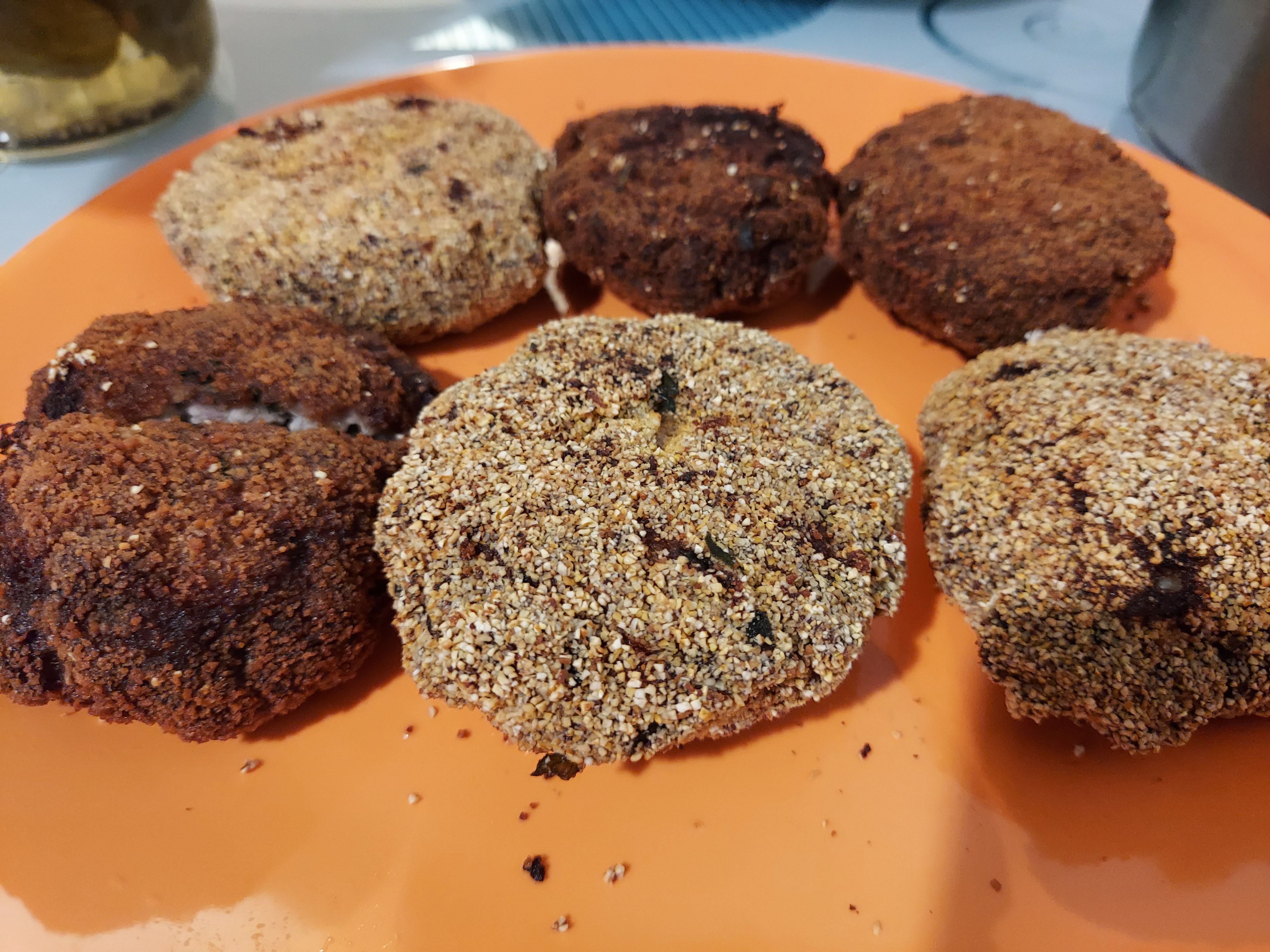
Pârjoale cu crustă de pesmet și cu crustă de mălai

Pârjoalele se pot servi reci cu murături, în special cu ardei iuți și pâine sau calde cu orice garnitură de legume, cu salată de cartofi, cu fasole bătută, varză călită, piure de spanac sau urzici, cu sos de măcriș sau de roșii.